# Severočeský krajský přebor 1988/1989
V soubojích Severočeského krajského přeboru 1988/89, jedné ze skupin 5. nejvyšší československé fotbalové soutěže, se utkalo 16 týmů dvoukolovým systémem podzim – jaro. 

## Výsledná tabulka
Zdroj:
| Poř. | Tým                           | Z  | V  | R  | P  | VG | OG | B  |
| ---- | ----------------------------- | -- | -- | -- | -- | -- | -- | -- |
| 1.   | TJ Brňany                     | 30 | 16 | 9  | 5  | 72 | 28 | 41 |
| 2.   | TJ Spartak Ústí nad Labem „B“ | 30 | 17 | 7  | 6  | 52 | 32 | 41 |
| 3.   | TJ Sokol Brozany              | 30 | 15 | 6  | 9  | 48 | 38 | 36 |
| 4.   | TJ Slovan Kadaň               | 30 | 13 | 10 | 7  | 44 | 38 | 36 |
| 5.   | TJ Chmelařství Lučan Žatec    | 30 | 14 | 7  | 9  | 43 | 38 | 35 |
| 6.   | TJ Sklo Union Teplice „B“     | 30 | 11 | 10 | 9  | 54 | 40 | 32 |
| 7.   | TJ Slovan Duchcov             | 30 | 11 | 8  | 11 | 34 | 37 | 30 |
| 8.   | TJ Jiskra Modrá               | 30 | 11 | 7  | 12 | 34 | 40 | 29 |
| 9.   | TJ LIAZ Jablonec „B“          | 30 | 11 | 6  | 13 | 39 | 34 | 28 |
| 10.  | TJ Lokomotiva Bílina          | 30 | 8  | 12 | 10 | 42 | 47 | 28 |
| 11.  | TJ Chemička Ústí nad Labem    | 30 | 8  | 12 | 10 | 37 | 47 | 28 |
| 12.  | TJ Český lev Tonaso Neštěmice | 30 | 10 | 7  | 13 | 44 | 47 | 27 |
| 13.  | TJ ŽBS Železný Brod           | 30 | 10 | 7  | 13 | 34 | 42 | 27 |
| 14.  | TJ SEPAP Jílové               | 30 | 8  | 10 | 12 | 45 | 50 | 26 |
| 15.  | TJ Lokomotiva Louny           | 30 | 10 | 5  | 15 | 37 | 46 | 25 |
| 16.  | TJ Sokol ZS Skorotice         | 30 | 3  | 5  | 22 | 29 | 84 | 11 |

Poznámky:
- Z = Odehrané zápasy; V = Vítězství; R = Remízy; P = Prohry; VG = Vstřelené góly; OG = Obdržené góly; B = Body

|  | Postup do Divize B 1989/90             |
|  | Sestup do příslušné I. A třídy 1989/90 |